# 1906年
1906年（1906 ねん）は、西暦（グレゴリオ暦）による、月曜日から始まる平年。明治39年。

## 他の紀年法
- 干支：丙午
- 日本（月日は一致）
  - 明治39年
  - 皇紀2566年
- 清
  - 光緖31年12月7日 - 光緖32年11月16日
- 朝鮮（月日は一致）
  - 大韓帝国・光武10年
  - 檀紀4239年
- 阮朝（ベトナム）
  - 成泰17年12月7日 - 成泰18年11月16日
- 仏滅紀元：2448年10月7日 - 2449年閏10月1日
- ヒジュラ暦（イスラム暦）：1323年11月5日 - 1324年11月15日
- ユダヤ暦：5666年4月4日 - 5667年4月14日
- 修正ユリウス日(MJD)：17211 - 17575
- リリウス日(LD)：118052 - 118416

※檀紀は、大韓民国で1948年に法的根拠を与えられたが、1962年からは公式な場では使用されていない。

## カレンダー
| 1月 |    |    |    |    |    |    |
| 日  | 月 | 火 | 水 | 木 | 金 | 土 |
|     | 1  | 2  | 3  | 4  | 5  | 6  |
| 7   | 8  | 9  | 10 | 11 | 12 | 13 |
| 14  | 15 | 16 | 17 | 18 | 19 | 20 |
| 21  | 22 | 23 | 24 | 25 | 26 | 27 |
| 28  | 29 | 30 | 31 |    |    |    |
|     |    |    |    |    |    |    |

| 2月 |    |    |    |    |    |    |
| 日  | 月 | 火 | 水 | 木 | 金 | 土 |
|     |    |    |    | 1  | 2  | 3  |
| 4   | 5  | 6  | 7  | 8  | 9  | 10 |
| 11  | 12 | 13 | 14 | 15 | 16 | 17 |
| 18  | 19 | 20 | 21 | 22 | 23 | 24 |
| 25  | 26 | 27 | 28 |    |    |    |
|     |    |    |    |    |    |    |

| 3月 |    |    |    |    |    |    |
| 日  | 月 | 火 | 水 | 木 | 金 | 土 |
|     |    |    |    | 1  | 2  | 3  |
| 4   | 5  | 6  | 7  | 8  | 9  | 10 |
| 11  | 12 | 13 | 14 | 15 | 16 | 17 |
| 18  | 19 | 20 | 21 | 22 | 23 | 24 |
| 25  | 26 | 27 | 28 | 29 | 30 | 31 |
|     |    |    |    |    |    |    |

| 4月 |    |    |    |    |    |    |
| 日  | 月 | 火 | 水 | 木 | 金 | 土 |
| 1   | 2  | 3  | 4  | 5  | 6  | 7  |
| 8   | 9  | 10 | 11 | 12 | 13 | 14 |
| 15  | 16 | 17 | 18 | 19 | 20 | 21 |
| 22  | 23 | 24 | 25 | 26 | 27 | 28 |
| 29  | 30 |    |    |    |    |    |
|     |    |    |    |    |    |    |

| 5月 |    |    |    |    |    |    |
| 日  | 月 | 火 | 水 | 木 | 金 | 土 |
|     |    | 1  | 2  | 3  | 4  | 5  |
| 6   | 7  | 8  | 9  | 10 | 11 | 12 |
| 13  | 14 | 15 | 16 | 17 | 18 | 19 |
| 20  | 21 | 22 | 23 | 24 | 25 | 26 |
| 27  | 28 | 29 | 30 | 31 |    |    |
|     |    |    |    |    |    |    |

| 6月 |    |    |    |    |    |    |
| 日  | 月 | 火 | 水 | 木 | 金 | 土 |
|     |    |    |    |    | 1  | 2  |
| 3   | 4  | 5  | 6  | 7  | 8  | 9  |
| 10  | 11 | 12 | 13 | 14 | 15 | 16 |
| 17  | 18 | 19 | 20 | 21 | 22 | 23 |
| 24  | 25 | 26 | 27 | 28 | 29 | 30 |
|     |    |    |    |    |    |    |

| 7月 |    |    |    |    |    |    |
| 日  | 月 | 火 | 水 | 木 | 金 | 土 |
| 1   | 2  | 3  | 4  | 5  | 6  | 7  |
| 8   | 9  | 10 | 11 | 12 | 13 | 14 |
| 15  | 16 | 17 | 18 | 19 | 20 | 21 |
| 22  | 23 | 24 | 25 | 26 | 27 | 28 |
| 29  | 30 | 31 |    |    |    |    |
|     |    |    |    |    |    |    |

| 8月 |    |    |    |    |    |    |
| 日  | 月 | 火 | 水 | 木 | 金 | 土 |
|     |    |    | 1  | 2  | 3  | 4  |
| 5   | 6  | 7  | 8  | 9  | 10 | 11 |
| 12  | 13 | 14 | 15 | 16 | 17 | 18 |
| 19  | 20 | 21 | 22 | 23 | 24 | 25 |
| 26  | 27 | 28 | 29 | 30 | 31 |    |
|     |    |    |    |    |    |    |

| 9月 |    |    |    |    |    |    |
| 日  | 月 | 火 | 水 | 木 | 金 | 土 |
|     |    |    |    |    |    | 1  |
| 2   | 3  | 4  | 5  | 6  | 7  | 8  |
| 9   | 10 | 11 | 12 | 13 | 14 | 15 |
| 16  | 17 | 18 | 19 | 20 | 21 | 22 |
| 23  | 24 | 25 | 26 | 27 | 28 | 29 |
| 30  |    |    |    |    |    |    |
|     |    |    |    |    |    |    |

| 10月 |    |    |    |    |    |    |
| 日   | 月 | 火 | 水 | 木 | 金 | 土 |
|      | 1  | 2  | 3  | 4  | 5  | 6  |
| 7    | 8  | 9  | 10 | 11 | 12 | 13 |
| 14   | 15 | 16 | 17 | 18 | 19 | 20 |
| 21   | 22 | 23 | 24 | 25 | 26 | 27 |
| 28   | 29 | 30 | 31 |    |    |    |
|      |    |    |    |    |    |    |

| 11月 |    |    |    |    |    |    |
| 日   | 月 | 火 | 水 | 木 | 金 | 土 |
|      |    |    |    | 1  | 2  | 3  |
| 4    | 5  | 6  | 7  | 8  | 9  | 10 |
| 11   | 12 | 13 | 14 | 15 | 16 | 17 |
| 18   | 19 | 20 | 21 | 22 | 23 | 24 |
| 25   | 26 | 27 | 28 | 29 | 30 |    |
|      |    |    |    |    |    |    |

| 12月 |    |    |    |    |    |    |
| 日   | 月 | 火 | 水 | 木 | 金 | 土 |
|      |    |    |    |    |    | 1  |
| 2    | 3  | 4  | 5  | 6  | 7  | 8  |
| 9    | 10 | 11 | 12 | 13 | 14 | 15 |
| 16   | 17 | 18 | 19 | 20 | 21 | 22 |
| 23   | 24 | 25 | 26 | 27 | 28 | 29 |
| 30   | 31 |    |    |    |    |    |
|      |    |    |    |    |    |    |

## できごと

### 1月
- 1月7日 - 第1次西園寺内閣成立
- 1月16日 - アルヘシラス会議が開催（〜4月7日）
- 1月28日 - 日本社会党結成（堺利彦ら）
- 1月31日 - コロンビア沖でマグニチュード8.8の大地震

### 2月
- 2月10日 - 英海軍の戦艦「ドレッドノート」が進水。
- 2月16日 - 英国で労働代表委員会が労働党と改称
- 2月17日 - 文芸協会設立（島村抱月ら）

### 3月
- 3月3日 - 伊藤博文が韓国統監府の初代統監に就任
- 3月10日 - 第一回陸軍記念日
- 3月14日 - 白洋舍創業
- 3月19日 - イギリスが満洲の門戸開放を要求
- 3月20日 - 帝国図書館開館（上野に移転）
- 3月26日 - 大日本麦酒会社設立（札幌麦酒・日本麦酒・大阪麦酒が合併）
- 3月31日 - 鉄道国有法公布（4月20日施行）

### 4月
- 4月16日 - 東海道本線で最急行を設定（急行料金を初めて徴収）
- 4月18日 - サンフランシスコ地震
- 4月22日 - アテネオリンピック開催（〜5月2日）
- 4月28日 - ミラノ万国博覧会開催（〜11月11日）

### 5月
- 5月1日 - 新宿御苑開苑式

### 6月
- 6月12日 - 在韓日本軍が崔益鉉らの排日暴動を鎮圧

### 7月
- 7月12日 - フランスでドレフュス事件の冤罪確定
- 7月20日 - 日本初の専用線電話が日本銀行と横浜正金銀行本店間に設置

### 8月

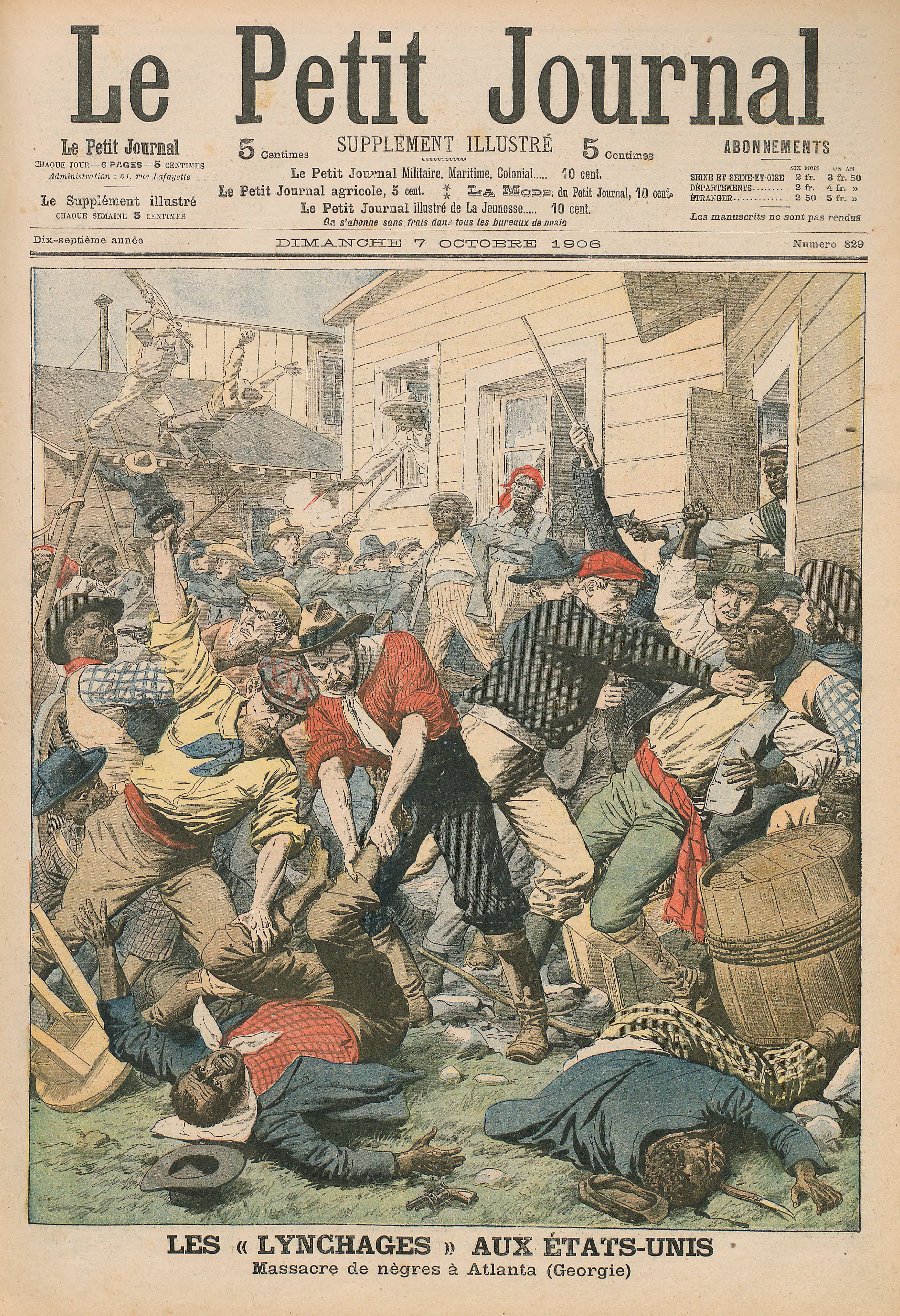
『プチ・ジャーナル』紙によるアトランタ黒人虐殺の挿絵

- 8月4日 – 帝国ドイツ海軍の第1潜水艦U-1が進水した。

### 9月
- 9月1日 - ゴールデンバット販売開始
- 9月11日 - マハトマ・ガンディーが南アフリカにて非暴力抵抗運動を組織。
- 9月22日 - アトランタ黒人虐殺（英語版）：地元新聞が黒人による白人女性への性的暴行を報じたことを切っ掛けとして白人による黒人への集団暴行が勃発、少なくとも25人以上の黒人が死亡。
- 9月28日 - 新渡戸稲造が第一高等学校校長に就任

### 10月
- 10月11日 - サンフランシスコ市が日本人学童の隔離を命令
- 10月16日 - ケペニックの大尉事件（ヴィルヘルム・フォークト）

### 11月
- 11月1日 - 日本鉄道国有化
- 11月3日 - ベルリンで開かれた第一回国際無線電信会議において世界統一の遭難信号としてSOSを採択。
- 11月10日 - 応援の過熱により早慶戦中止（1925年まで復活せず）。
- 11月26日 - 南満洲鉄道設立

### 12月
- 12月8日 - 旧函館中華会館が完成（ただし翌年大火により消失、現在の建物は1910年に完成）
- 12月15日 - 逓信省、年賀郵便の受付を初めて開始。
- 12月26日 - 徳川光圀以来続けられてきた『大日本史』の編纂完了が明治天皇に報告される。
- 12月28日 - インドで国民会議派カルカッタ大会開催（英貨排斥・スワラージ・スワデーシー・民族教育の4綱領を採択）
- 12月30日 - インドの親英的なイスラム教徒によってインド・ムスリム連盟が創立される。

### 日付不詳
- 1月 - 在米公使館が大使館に昇格（初代在米大使は青木周蔵）
- 1月 - 在独公使館が大使館に昇格（初代在独大使は井上勝之助）
- 1月 - 在仏公使館が大使館に昇格（初代在仏大使は栗野慎一郎）
- 1月 - 桑木厳翼、論文「プラグマティズムに就いて」（「哲学雑誌」）。
- 5月 - 岡倉覚三 The Book of Tea（「茶の本」）。
- 6月 - 幸徳秋水が米国から帰国。無政府主義の影響を受けた。
- 11月 - ロシアでストルイピンによる農業改革が始まる。
- ド・フォレストが三極真空管を発明。
- 東久邇宮稔彦王が東久邇宮家を創立。
- フィンランドで女性参政権を付与
- ビルマで青年仏教連盟 (YMBA) 結成
- 夏目漱石『坊っちゃん』『草枕』
- シンクレア『ジャングル』
- 島崎藤村『破戒』
- 薄田泣菫『白羊宮』
- 国民会議派のカルカッタ大会が行われた（インド国民会議）
- レオ・ベークランドがベークライトを発明する。ベークランドは化学反応の温度と圧力を調整できるベークライザーを作成し、ベークライトを合成した。ベークライトは世界初の合成物質だった。[1]
- 救世軍が東京の芝で無料の職業紹介所を開設[2]。後に公設の職業紹介所（戦前）、公共職業安定所（戦後）の設置に影響を与えた。

## 誕生

### 1月
- 1月2日 - 三島雅夫、俳優（+ 1973年）
- 1月3日 - 豊田四郎、映画監督（+ 1977年）
- 1月3日 - 田中伊三次、弁護士・法学者・政治家・ロッキード事件調査委員長（+ 1987年）
- 1月6日 - 杉村春子、女優（+ 1997年）
- 1月6日 - ジョージ・レドヤード・ステビンズ、植物学者・遺伝学者（+ 2000年）
- 1月9日 - オスカー・ドミンゲス、画家・美術家（+ 1957年）
- 1月11日 - アルバート・ホフマン、化学者（+ 2008年）
- 1月13日 - 周有光、経済学者・言語学者（+ 2017年[3]）
- 1月14日 - 小谷正雄、物理学者（+ 1993年）
- 1月15日 - アリストテレス・オナシス、ギリシャの実業家（+ 1975年）
- 1月20日 - 四家文子、歌手・声楽家（+ 1981年）
- 1月21日 - 永田雅一、映画製作者・大毎・東京・ロッテオリオンズオーナー（+ 1985年）
- 1月22日 - ロバート・E・ハワード、SF作家・ファンタジー作家（+ 1936年）
- 1月24日 - ウィルフレッド・ジャクソン、映画監督（+ 1988年）
- 1月27日 - 山中直治、作曲家（+ 1937年）

### 2月
- 2月4日 - ディートリヒ・ボンヘッファー、ルター派の牧師・神学者（+ 1945年）
- 2月4日 - クライド・トンボー、天文学者（+ 1997年）
- 2月5日 - ジョン・キャラダイン、アメリカの俳優（+ 1988年）
- 2月6日 - 岩佐凱実、銀行家（+ 2001年）
- 2月7日 - 愛新覚羅溥儀、清朝最後の皇帝、満洲国皇帝（+ 1967年）
- 2月7日 - オリェーク・アントーノフ、航空機設計者（+ 1984年）
- 2月7日 - 浜村純、俳優（+ 1995年）
- 2月8日 - 野長瀬正夫、詩人・児童文学者（+ 1984年）
- 2月10日 - ロン・チェイニー・ジュニア、俳優（+ 1973年）
- 2月12日 - 薮内清、天文学者・科学史家（+ 2000年）
- 2月14日 - 林正義、海軍軍人(最終階級:海軍中尉) (+ 1980年)
- 2月18日 - ハンス・アスペルガー、医学者（+ 1980年）
- 2月23日 - 藤井丙午、実業家・財界人（+ 1980年）
- 2月24日 - 日向方斎、経営者・財界人（+ 1993年）
- 2月26日 - 川崎守之助、東京川崎財閥3代目当主（+ 1977年）
- 2月28日 - ベンジャミン・シーゲル、ギャングスタ（+ 1947年）

### 3月
- 3月4日 - 瀧花久子、女優（+ 1985年）
- 3月5日 - 中山素平、銀行家（+ 2005年）
- 3月10日 - 横沢四郎、プロ野球選手（+ 1981年）
- 3月10日 - 大貫賢、プロ野球選手（+ 1975年）
- 3月12日 - 印順、僧・仏教学者（+ 2005年）
- 3月16日 - ポール・ウェイナー、メジャーリーガー（+ 1965年）
- 3月18日 - 森茂雄、プロ野球選手（+ 1977年）
- 3月19日 - アドルフ・アイヒマン、ナチス・ドイツ親衛隊中佐（+ 1962年）
- 3月20日 - エイブラハム・ビーム、ニューヨーク市長（+ 2001年）
- 3月21日 - ジョン・ロックフェラー3世、実業家（+ 1978年）
- 3月21日 - 久保田孝、コピーライター（+ 1966年）
- 3月28日 - 田部武雄、野球選手（+ 1945年）
- 3月28日 - 伊藤真乗、宗教家（+ 1989年）
- 3月31日 - 朝永振一郎、物理学者（+ 1979年）
- 3月31日 - 瀬川美能留、実業家（+ 1991年）

### 4月
- 4月6日 - 和田芳恵、小説家（+ 1977年）
- 4月9日 - アンタル・ドラティ、指揮者（+ 1988年）
- 4月13日 - サミュエル・ベケット、劇作家・小説家（+ 1989年）
- 4月16日 - ヤコブ・ギンペル、ピアニスト（+ 1989年）
- 4月22日 - エディ・アルバート、俳優（+ 2005年）
- 4月28日 - クルト・ゲーデル、数学者（+ 1978年）
- 4月28日 - パウル・ザッハー、指揮者（+ 1999年）

### 5月
- 5月3日 - メアリー・アスター、女優（+ 1987年）
- 5月6日 - アンドレ・ヴェイユ、数学者（+ 1998年）
- 5月8日 - ロベルト・ロッセリーニ、映画監督（+ 1977年）
- 5月9日 - 金子鷗亭、書家（+ 2001年）
- 5月10日 - 吉行エイスケ、小説家（+ 1940年）
- 5月11日 - ジャクリーン・コクラン、パイロット（+ 1980年）
- 5月24日 - 川島芳子、清朝王女（+ 1948年）
- 5月24日 - ハリー・ハモンド・ヘス、海洋科学者（+ 1969年）
- 5月25日 - 村上朝一、第6代最高裁判所長官（+ 1987年）

### 6月
- 6月1日 - ウォルター・レッグ、レコーディング・プロデューサー（+ 1979年）
- 6月2日 - 橋本龍伍、元文部大臣・厚生大臣（+ 1962年）
- 6月3日 - ジョセフィン・ベーカー、ジャズ歌手（+ 1975年）
- 6月3日 - 八田一朗、アマチュアレスリング選手・政治家（+ 1983年）
- 6月7日 - 渋谷天外 (2代目)、喜劇俳優・劇作家（+ 1983年）
- 6月9日 - 陸定一、中華人民共和国の政治家（+ 1996年）
- 6月10日 - テクラ・ユニェヴィチ、スーパーセンテナリアン（+ 2022年）
- 6月17日 - トーマス・カウリング、天文学者（+ 1990年）
- 6月19日 - エルンスト・ボリス・チェーン、生化学者（+ 1979年）
- 6月22日 - ビリー・ワイルダー、映画監督（+ 2002年）
- 6月24日 - ピエール・フルニエ、チェロ奏者（+ 1986年）
- 6月28日 - マリア・ゲッパート＝メイヤー、物理学者（+ 1972年）
- 6月30日 - アンソニー・マン、映画監督（+ 1967年）

### 7月
- 7月1日 - エスティ・ローダー、エスティローダー創業者（+ 2004年）
- 7月2日 - ハンス・ベーテ、物理学者（+ 2005年）
- 7月4日 - ヴェロ・コプナー・ウィン＝エドワーズ、動物行動学者（+ 1997年）
- 7月7日 - サチェル・ペイジ、野球選手（+ 1982年）
- 7月8日 - 村上実、プロ野球監督（+ 1999年）
- 7月18日 - シドニー・ダーリントン、電子工学研究者（+ 1997年）
- 7月20日 - 西郷吉之助、元法務大臣（+ 1997年）
- 7月28日 - 木俣修、歌人（+ 1983年）

### 8月
- 8月5日 - ジョン・ヒューストン、映画監督・脚本家・俳優（+ 1987年）
- 8月6日 - 杉山昌三九、俳優（+ 1992年）
- 8月9日 - 田中千代、教育者・服飾デザイナー（+ 1999年）
- 8月14日 - ホルスト・P・ホルスト、写真家（+ 1999年）
- 8月16日 - 曻地三郎、教育者・教育学者（+ 2013年）
- 8月18日 - 野口元夫、俳優、寿司研究家（+ 1991年）

### 9月
- 9月1日 - 大谷智子、元皇族、大谷光暢の妻（+ 1989年）
- 9月5日 - サニーランド・スリム、アメリカ合衆国のブルース・ピアニスト、歌手（+ 1995年）
- 9月8日 - ロッテル・エミーリア、フィギュアスケート選手（+ 2003年）
- 9月15日 - ジャック・ベッケル、フランスの映画監督（+ 1960年）
- 9月20日 - 第十三代酒井田柿右衛門、陶芸家（+ 1982年）
- 9月24日 - 宇都宮徳馬、政治家・実業家（+ 2000年）
- 9月25日 - ドミートリイ・ショスタコーヴィチ、作曲家（+ 1975年）
- 9月28日 - フーベルト・バルワーザー、フルート奏者（+ 1985年）

### 10月
- 10月1日 - 小野寺百合子、翻訳家（+ 1998年）
- 10月12日 - ジョー・クローニン、メジャーリーガー（+ 1984年）
- 10月15日 - ヴィクトリア・スピヴィー、アメリカ合衆国のブルース歌手（+ 1976年）
- 10月15日 - 見明凡太朗、俳優（+ 1987年）
- 10月20日 - 坂口安吾、小説家（+ 1955年）
- 10月22日 - ヴァランティーヌ・リニー、フランスのスーパーセンテナリアン（+ 2022年）
- 10月27日 - 大野一雄、舞踏家（+ 2010年）
- 10月30日 - ジュゼッペ・ファリーナ、F1レーサー（+ 1966年）
- 10月30日 - 須藤克三、教育者・児童文学者（+ 1982年）

### 11月
- 11月1日 - 西園寺公一、政治家（+ 1993年）
- 11月2日 - ルキノ・ヴィスコンティ、映画監督（+ 1976年）
- 11月3日 - アルマ・ロゼ、ヴァイオリニスト（+ 1944年）
- 11月3日 - 滑川道夫、教育家・児童文学者（+ 1992年）
- 11月6日 - 江上波夫、考古学者（+ 2002年）
- 11月13日 - 久保喬、児童文学作家（+ 1998年）
- 11月13日 - 滝沢修、俳優・演出家（+ 2000年）
- 11月15日 - 野々村一男、彫刻家（+ 2008年）
- 11月17日 - 本田宗一郎、本田技研工業創業者（+ 1991年）
- 11月18日 - アレック・イシゴニス、自動車技術者（+ 1988年）
- 11月19日 - 森部静武、ヴァイオリニスト（+ 1994年）
- 11月24日 - 鈴木真砂女、俳人（+ 2003年）
- 11月29日 - 高橋赫一、海軍軍人(最終階級:海軍大佐) (+ 1942年)
- 11月30日 - ジョン・ディクスン・カー、推理作家（+ 1977年）

### 12月
- 12月7日 - 松井潤子、女優（+ 1989年）
- 12月9日 - グレース・ホッパー、軍人・計算機科学者（+ 1992年）
- 12月10日 - 伊東静雄、詩人（+ 1953年）
- 12月18日 - 兼子一、法学者（+ 1973年）
- 12月21日 - 林竹二、教育哲学者（+ 1985年）
- 12月25日 - エルンスト・ルスカ、物理学者（+ 1988年）
- 12月29日 - 山本安英、新劇女優（+ 1993年）
- 12月30日 - セルゲイ・コロリョフ、ロケット開発指導者（+ 1966年）
- 12月30日 - キャロル・リード、イギリスの映画監督（+ 1976年）

## 周年
以下に、過去の主な出来事からの区切りの良い年数（周年）を記す。
- 4月1日 - 田端駅開業10周年。

## 死去

### 1月
- 1月4日 - 岩村高俊、武士・陸援隊・官僚・華族・貴族院議員（* 1845年）
- 1月4日 - 九条道孝、公卿・左大臣・貴族院議員・華族・東京海上保険会社創業者（* 1839年）
- 1月4日 - 福地源一郎、幕臣・ジャーナリスト・作家（* 1841年）
- 1月10日 - 京極高典、多度津藩主・華族（* 1836年）
- 1月13日 - アレクサンドル・ポポフ、物理学者（* 1859年）
- 1月14日 - ウラディーミル・スターソフ、芸術評論家（* 1824年）
- 1月29日 - クリスチャン9世、デンマーク国王（* 1818年）

### 2月
- 2月27日 - サミュエル・ラングレー、天文学者（* 1834年）

### 3月
- 3月13日 - ジョゼフ・モニエ、発明家（* 1823年）
- 3月27日 - トード・ラムゼイ、メジャーリーガー（* 1864年）

### 4月
- 4月10日 - ゲオルギー・ガポン、司祭（* 1870年）
- 4月11日 - フランシス・チャーチ、新聞記者（* 1839年）
- 4月13日 - ウォルター・ウェルドン、生物学者（* 1860年）
- 4月17日 - 磯部百鱗、日本画家（* 1836年）[4]
- 4月18日 - 横井時冬、歴史学者（* 1860年）
- 4月19日 - ピエール・キュリー、物理学者・ノーベル物理学賞受賞者（* 1859年）
- 4月19日 - スペンサー・ゴア、テニス選手（* 1850年）
- 4月25日 - ジョン・ノウルズ・ペイン、作曲家（* 1839年）
- 4月27日 - 木村荘平、実業家・政治家（* 1841年）
- 4月 - 松浦脩、平戸新田藩主（* 1832年）

### 5月
- 5月23日 - ヘンリック・イプセン、劇作家（* 1828年）
- 5月29日 - 沖牙太郎、技術者・明工舎創業者（* 1848年）

### 6月
- 6月5日 - パウル・ドルーデ、物理学者（* 1863年）
- 6月5日 - エドゥアルト・フォン・ハルトマン、哲学者（* 1842年）
- 6月10日 - 相良知安、医者（* 1836年）
- 6月14日 - ジョルジュ・ライエ、天文学者（* 1839年）
- 6月 - サイゾンビー、競走馬（* 1902年）

### 7月
- 7月3日 - 中村覚之助、サッカー紹介者（* 1878年）
- 7月5日 - クレメンス・ウィルヘルム・ヤコブ・メッケル、軍人（* 1842年）
- 7月14日 - 林学斎、儒学者・林家(大学頭家)12代目当主 (* 1833年)
- 7月23日 - 児玉源太郎、軍人・陸軍大臣・参謀総長・台湾総督・華族（* 1852年）
- 7月24日 - 乃美織江、武士（* 1822年）
- 7月29日 - アレクサンドル・ルイジーニ、作曲家・ヴァイオリニスト（* 1850年）

### 8月
- 8月20日 - 徳川茂承、紀州藩主（* 1844年）
- 8月25日 - 荒井宣行、武士・額兵隊隊士（* 1832年）

### 9月
- 9月1日 - ジュゼッペ・ジャコーザ、詩人・劇作家（* 1847年）
- 9月5日 - ルートヴィッヒ・ボルツマン、物理学者・哲学者（* 1844年）
- 9月13日 - アルブレヒト・フォン・プロイセン、ホーエンツォレルン家王族・軍人（* 1837年）
- 9月28日 - 佐々友房、教育者・衆議院議員（* 1854年）

### 10月
- 10月18日 - フリードリヒ・バイルシュタイン、化学者（* 1838年）
- 10月20日 - バック・ユーイング、メジャーリーガー（* 1859年）
- 10月22日 - ポール・セザンヌ、画家（* 1839年）
- 10月27日 - 海江田信義、武士・奈良県知事・貴族院議員・華族（* 1832年）

### 11月
- 11月15日 - お龍、坂本龍馬の妻（* 1841年）

### 12月
- 12月7日 - エリー・デュコマン、ジャーナリスト・平和運動家（* 1833年）

### 日時不詳
- 日時不詳 - 安里安恒、空手家（* 1828年か1827年）没年も1903年の可能性もあり
- 日時不詳 - 荒川亀斎、彫刻家・発明家（* 1827年）

## ノーベル賞
- 物理学賞 - ジョセフ・ジョン・トムソン (Sir Joseph John Thomson)
- 化学賞 - アンリ・モアッサン (Henri Moissan)
- 生理学・医学賞 - カミッロ・ゴルジ (Camillo Golgi), サンティアゴ・ラモン・イ・カハール (Santiago Ramón y Cajal)
- 文学賞 - ジョズエ・カルドゥッチ (Giosuè Carducci)
- 平和賞 - セオドア・ルーズベルト (Theodore Roosevelt)